# ألياندرا
ألياندرا أو أليخاندرا (بالبرتغالية: Alhandra) هي محافظة وبلدية في ولاية بارايبا، التي تقع في المنطقة الشمالية الغربية من البرازيل.

## أعلام
- هيلينا كوستا